# Alterstraumatologie
Die Alterstraumatologie ist die wissenschaftliche Erforschung und Behandlung der Verletzungen und Wunden im Alter und stellt einen Teilbereich der Unfallchirurgie dar. Der medizinische Oberbegriff ist die Traumatologie.

## Beschreibung
Aufgrund immer weiter steigender Lebenserwartungen, als Folge der demografischen Entwicklung, wird beobachtet, dass ältere Menschen länger mobil sind. Jährlich erleiden alleine in Deutschland etwa 700.000 Menschen beispielsweise Arm- oder Wirbelbrüche.
Aus der steigenden Lebenserwartung resultiert eine steigende Tendenz der Verletzungen des muskuloskelettalen Systems im Alter. Die sich ändernden Lebensverhältnisse der Menschen in den westlichen Industrieländern führen dazu, dass Menschen im Alter vermehrt Sport treiben, wie beispielsweise Skifahren, Fahrradfahren oder Wandern. Damit einher geht eine steigende Anzahl von unfallbedingten Verletzungen, deren Behandlung auf das Alter des Patienten angepasst sein muss.
Verletzungen, wie beispielsweise Brüche oder Verbrennungen im Alter, stellen andere Anforderungen an die medizinische Behandlung, als dies bei Patienten in jüngeren Jahren der Fall ist. Die wachsende Anzahl der zu behandelnden älteren Patienten erfordert von dem behandelnden Arzt in besonderem Maße beispielsweise die Wechselwirkung mit Blutdrucksenkenden- oder erhöhenden Mitteln, zu beachten. Die Veränderung der Knochendichte führt im Alter dazu, dass Knochen, beispielsweise infolge eines Sturzes, schneller brechen. Auch stellt die Knochendichteveränderung im Alter besondere Anforderungen an eventuell erforderliche Implantate und an die anschließende Versorgung.
Blutgerinnungshemmende Medikamente und andere, parallel laufende medizinische Behandlungen erfordern oft eine koordinierte Terminabstimmung mit anderen Fachabteilungen. Nebenerkrankungen erhöhen das Risiko für Komplikationen.
Häufig stellen bereits eingebrachte Implantate oder vorhandene Prothesen bei (neuen) Frakturen, den behandelnden Chirurg vor besondere Herausforderungen, wie auch eine eventuell bereits vorhandene Demenz.